# Ksenino jazierko
Ksenino jazierko nebo jen Jazierko je drobné jezírko ve Spišské Maguře na severním Slovensku. Nachází se v katastru obce Osturňa v okrese Kežmarok a je nejmenším ze tří jezer na jižním svahu hraničního hřbetu. Nachází se v nadmořské výšce 900 m a má rozlohu přibližně 0,04 ha. Vzniklo po sesuvu ve flyšovém pásmu nahromaděním horniny sesunuté od kóty 986 m k jihu. Ty zabránily odtoku dešťové a pramenité vody. Postupně zarůstá rostlinstvem a mění sa na rašeliniště.

## Vodní režim
Jezero nemá povrchový odtok. Leží na rozvodí levých přítoků Osturnianského potoka a pravých přítoků Łapszanky v Polska v povodí Dunajce.

## Přístup
Přístup je možný po stezce (2 km) z Ostrurně a lese (500 m) ve vzdálenosti 200 m od slovensko-polské hranice.